# اندروید ۱۴
اندروید 14 (انگلیسی: Android 14)، با اسم رمز Upside Down Cake که چهاردهمین نسخهٔ اصلی و بیست و یک‌امین نسخه اندروید می‌باشد یک سیستم عامل موبایلی می‌باشد که، توسط اتحادیه گوشی باز به رهبری گوگل توسعه یافته است. در ۴ اکتبر ۲۰۲۳، اندروید ۱۴ برای عموم و پروژه متن‌باز اندروید (اِی‌اواس‌پی) منتشر شد. نخستین دستگاه‌هایی که با اندروید ۱۴ عرضه شدند پیکسل ۸ و پیکسل ۸ پرو بودند.

## ویژگی‌ها

### تجربه کاربری
با تکیه بر گزینه تازه افزوده شده در اندروید ۱۳ برای تنظیم زبان‌ها به صورت جداگانه برای برنامه‌ها، این ویژگی در اندروید ۱۴ گسترش یافته و پیاده‌سازی آن برای توسعه‌دهندگان آسان‌تر است. علاوه بر این، واسط برنامه‌نویسی کاربردی جدید «تغییر شکل دستور زبانی» به منظور امکان استفاده از سلام‌های مختلف در زبان‌ها وقتی پیام به کاربر در یک زبان خاص به جنسیت اشاره می‌کند، اضافه شده است.

### عمر باتری
نوآوری‌های دیگر در اندروید ۱۴، با کارآمدتر کردن فرآیندهای داخلی برای کاربران، عمر باتری را بهبود می‌بخشد. علاوه بر این، اکنون گزینه‌ای برای انتخاب مستقیم بین «حالت صرفه جویی در انرژی» و «حالت صرفه جویی در انرژی بسیار زیاد» وجود دارد.
اکنون زمان صفحه‌نمایش از آخرین شارژ کامل در تنظیمات باتری نمایش داده می‌شود. مصرف باتری به‌طور جداگانه از برنامه‌های سیستم و برنامه‌ها نشان داده می‌شود. این ویژگی با راه‌اندازی اندروید ۱۲ با نمایش میزان مصرف باتری در ۲۴ ساعت گذشته جایگزین شد.

### حریم خصوصی و امنیت
به منظور بهبود حریم خصوصی، به کاربر این انتخاب داده می‌شود تا خودش تصمیم بگیرد که برنامه به چه تصاویری دسترسی داشته باشد.
گوگل نصب برنامه‌هایی را که نسخه‌های اندروید پایین‌تر از مارشمالو (۶٫۰) را هدف قرار می‌دهند، مسدود می‌کند. در اندروید ۱۴، کاربران دیگر نمی‌توانند برنامه‌هایی را که اس‌دی‌کی نسخه ۲۲ یا پایین‌تر را هدف قرار می‌دهند نصب یا دانلود کنند. هدف از این تغییر، محدود کردن گسترش بدافزار است که عمداً نسخه‌های قدیمی‌تر اندروید را هدف قرار می‌دهد تا محدودیت‌های امنیتی معرفی‌شده در نسخه‌های جدیدتر را دور بزند. همچنین یک پرچم نصب ADB برای دور زدن محدودیت گنجانده شده است.
یک تغییر کوچک نیز برای حالت مهمان یا حالت چند کاربره وجود دارد که در آن گزینه «به مهمان اجازه دهید از تلفن استفاده کند» به منوی سطح بالا منتقل شده است. پیش‌تر این گزینه در پشت خود حساب مهمان قرار داشت.